# Szpital Ducha Świętego w Norymberdze
Szpital Ducha Świętego (niem. Heilig-Geist-Spital) – dawny szpital miejski w Norymberdze. Był największą tego typu placówką w mieście. Został ufundowany przez Konrada Großa i wybudowany w latach 1331–1339, następnie na przestrzeni wieków był poddawany różnym przebudowom. Jest znany jako miejsce przechowywania w latach 1424–1796 klejnotów koronnych.

## Historia

### Przytułek i pierwszy szpital
Jako stosunkowo młode miasto, którego początki nie były związane z własnością kościelną lecz prywatną, Norymberga nie mogła uczestniczyć w pierwszym ruchu szpitalnym, tzw. Xenodochien. Z kolei drugi ruch zakładania szpitali doprowadził do utworzenia nad rzeką Pegnitz przytułku. W 1227 roku z inicjatywy zakonników powstał pierwszy miejski szpital, nazywany od 1236 roku Elisabethspital. Placówka ta służyła nie tylko członkom zakonu, lecz także mieszkańcom Norymbergi i innych miast. Pod koniec XIII wieku Elisabethspital okazał się być jednak za mały.

### Nowy szpital

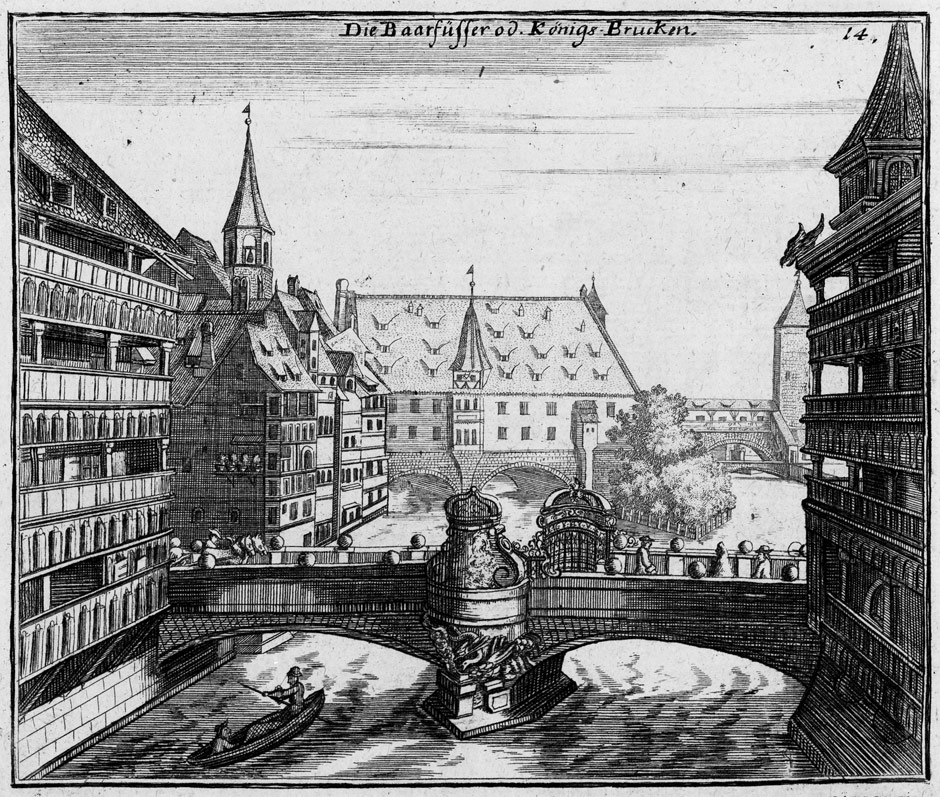
Szpital Ducha Świętego około 1730 roku

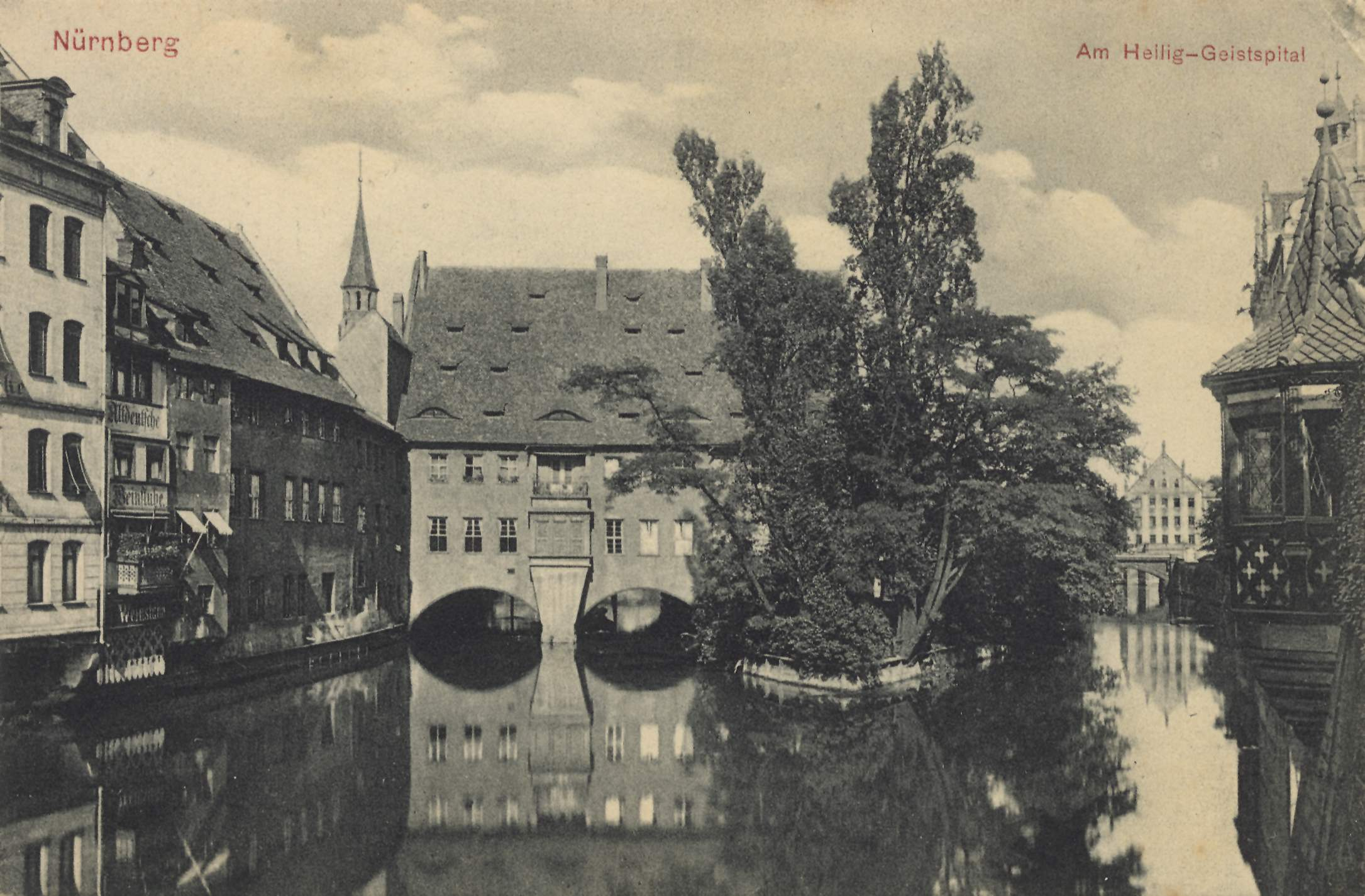
Szpital Ducha Świętego na pocztówce około 1900 roku

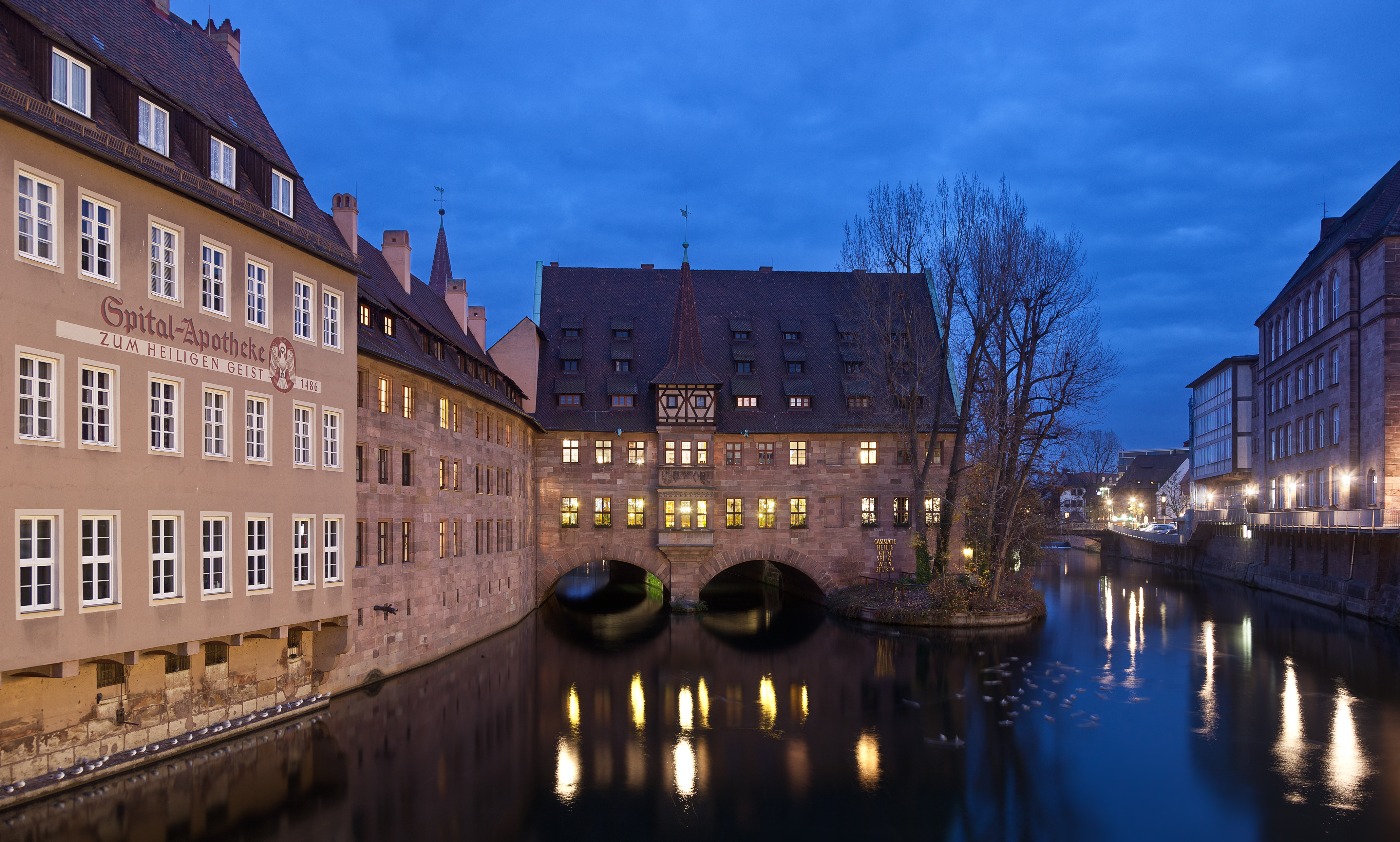
Szpital Ducha Świętego współcześnie wieczorem

27 września 1331 roku bogaty mieszczanin Konrad Groß podarował burgrabiemu Fryderykowi IV położoną między południowymi murami obronnymi i północną odnogą rzeki Pegnitz działkę pod budowę nowego, większego szpitala. Z kolei 10 listopada następnego roku Groß utworzył fundację Stiftung zum Heiligen-Geist, oficjalnie zatwierdzoną przez proboszcza Kościoła św. Sebalda oraz biskupa Bamberga Leupolda II. W 1339 roku zakończono budowę szpitala nazwanego Heilig-Geist-Spital ("Szpital Ducha Świętego") a także znajdującego się w pobliżu kościoła Heilig-Geist-Kirche („Kościół Ducha Świętego”). 13 marca tego roku odbyło się jego oficjalne otwarcie szpitala.
Szpital Ducha Świętego powstał jako obiekt mogący pomieścić maksymalnie dwustu pacjentów i przy uwzględnieniu ówczesnej liczby ludności w Norymberdze była to przyzwoita liczba. Pod koniec XIV wieku zaczęły się jednak wyczerpywać aktywa finansowe zgromadzone przy okazji budowy placówki, przez co szpitalowi zabrakło funduszy na funkcjonowanie. Wtedy zaczęto wspomagać szpital licznymi darowiznami. Głównymi darczyńcami szpitala były małe i duże podmioty gospodarcze (karczmy, browary, młyny). Przekazywały one na rzecz placówki niewielkie kwoty, co pozwoliło na poprawę warunków bytowych pacjentów. Jednakże największe darowizny szpital otrzymywał od Herdegena Valznera, będącego dalekim krewnym Konrada Großa. Z inicjatywy Valznera około 1420 roku powstała przy szpitalu Kaplica Wszystkich Świętych (Allerheiligenkapelle, zwana także Valznerkapelle). Do 1486 roku opieka medyczna w szpitalu była zapewniana przez lekarzy miejskich. W 1498 roku przy silnym wsparciu finansowym rady miasta na terenie szpitala powstała apteka zwana Heilig-Geist-Apotheke („Apteka Ducha Świętego”). Ostatnią dużą darowiznę Szpital Ducha Świętego otrzymał od wywodzącego się z rodziny patrycjuszy Rietera van Kornburga. W skład niej wchodziły bogate nieruchomości, prawa, a także majątek ziemski położony na południowy zachód od Norymbergi.
Oprócz swojej funkcji, jako największej miejskiej lecznicy Szpital Ducha Świętego pełnił również rolę miejsca przechowywania klejnotów koronnych. Klejnoty te były składowane w położonym na terenie szpitala Kościele Ducha Świętego od 1424 do 1796 roku, kiedy to z obawy przed napaścią Francuzów przewieziono je do Wiednia. Jako obiekt zaprojektowany dla dwustu pacjentów szpital pod koniec XV wieku zaczął mieć problemy z wydajnością. Z tego powodu w 1487 roku rada miasta zdecydowała o powiększeniu szpitala poprzez wybudowanie nowego głównego budynku szpitalnego, mającego zastąpić dotychczasowy, położony na obszarze zalewowym rzeki Pegnitz. Budowa nowego budynku zaprojektowanego przez architektów Ulricha Krafta i Sebalda von Morena rozpoczęła się w następnym roku nad północną odnogą rzeki Pegnitz. Przedsięwzięcie to okazało się być niezwykle trudne i kosztowne z uwagi na bagnisty teren oraz niekorzystne warunki statyczne. W 1506 roku prace musiały zostać przerwane z powodu braku funduszy. Wznowiono je pięć lat później, gdy nadzór nad projektem objął architekt Hans Beheim. W 1518 roku budowa budynku została zakończona, zaś jego oddanie do użytku nastąpiło w 1527 roku. Budynek ten wznoszący się na dwóch łukach segmentowych nad rzeką Pegnitz w linii północ-południe znacznie zmienił wygląd całego kompleksu.
W 1557 roku przeprowadzono przebudowę zachodniej fasady Kościoła Ducha Świętego poprzez dostawienie do niej wieży, z kolei w 1662 roku pod kierownictwem architekta Carla Brentano urządzono jego wnętrze w stylu barokowym. Kolejne mniejsze przebudowy kościół przechodził w latach 1827–1833 i w 1847 roku. W 1912 roku w kościele wstawiono nową ambonę wykonaną przez rzeźbiarza Maxa Heilmeiera z kolei w 1939 roku nowy ołtarz, zaprojektowany przez architekta Germana Bestelmeyera. W tym samym roku z inicjatywy władz nazistowskich pod kierownictwem architekta Juliusa Linckego na fasadzie budynku głównego szpitala został odtworzony usunięty podczas jednej z wcześniejszych przebudów wykusz ze spiczastą wieżyczką.
W 1808 roku bawarski minister Maximilian von Montgelas utworzył w Norymberdze państwową fundację zarządzającą obiektami kultu religijnego, szkołami i organizacjami charytatywnymi (Stiftungssonderadministration für Kultus, Schulen und Wohltätigkeit), w skład której wszedł majątek Szpitala Ducha Świętego. Nacjonalizacja ta nie trwała długo i już w 1817 roku szpital został sprywatyzowany, jednakże władze miejskie zachowały poprzez specjalną komisję kontrolę nad charytatywnym finansowaniem szpitala. Taki stan rzeczy utrzymywał się do 1945 roku, kiedy to majątek szpitala przeszedł na własność miejskiego Wydziału Biura Budżetowego (Abteilung des Haushaltsamtes). 
W czasie II wojny światowej wszystkie zabudowania Szpitala Ducha Świętego zostały zniszczone. Ich odbudowa rozpoczęła się w 1950 roku i zakończyła trzy lata później, przy czym Kościół Ducha Świętego nie został odbudowany. Obecnie w budynkach Szpitala Ducha Świętego ulokowany jest miejski dom opieki dla osób starszych, a także restauracja.